# Jurinia olivaurea
Jurinia olivaurea là một loài ruồi trong họ Tachinidae.